# ماریپی

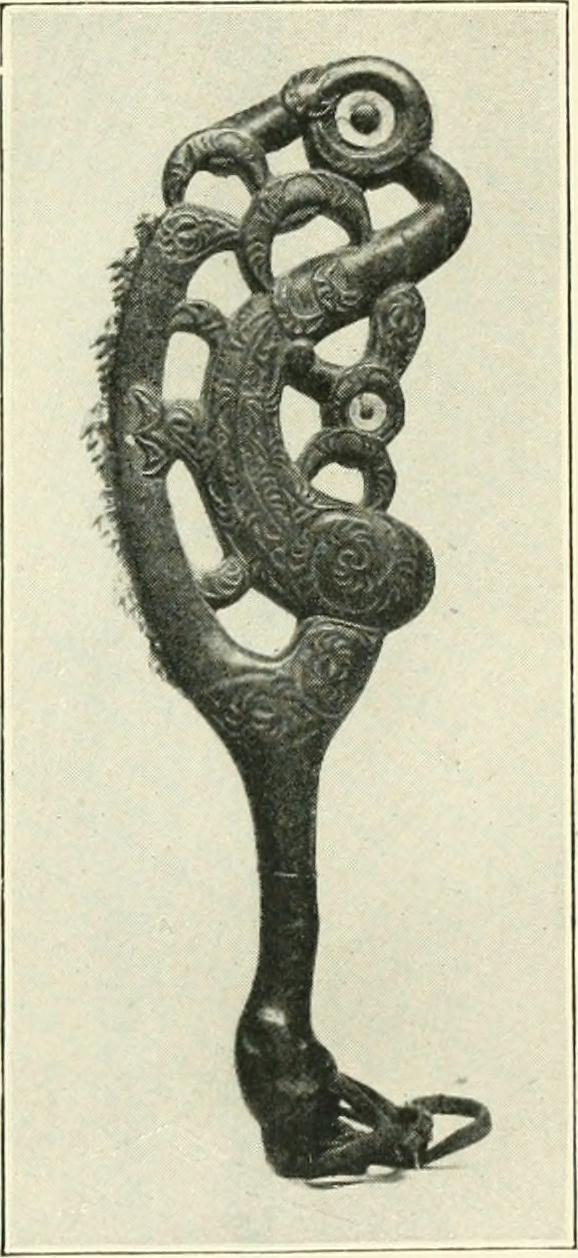
یک ماریپی

ماریپی یک نوع چاقو است که از چوب حکاکی شده با دندان‌های کار گذاشته کوسه در آن قرار دارد. این چاقو بر اساس سنت‌های مردم بومی ماوری مدر نیوزیلند ساخته می‌شود. این وسیله برش گوشت استفاده می‌شد و به‌طور کلی به عنوان سلاح استفاده نمی‌شده‌است.